# Llista d'ocells d'Andorra

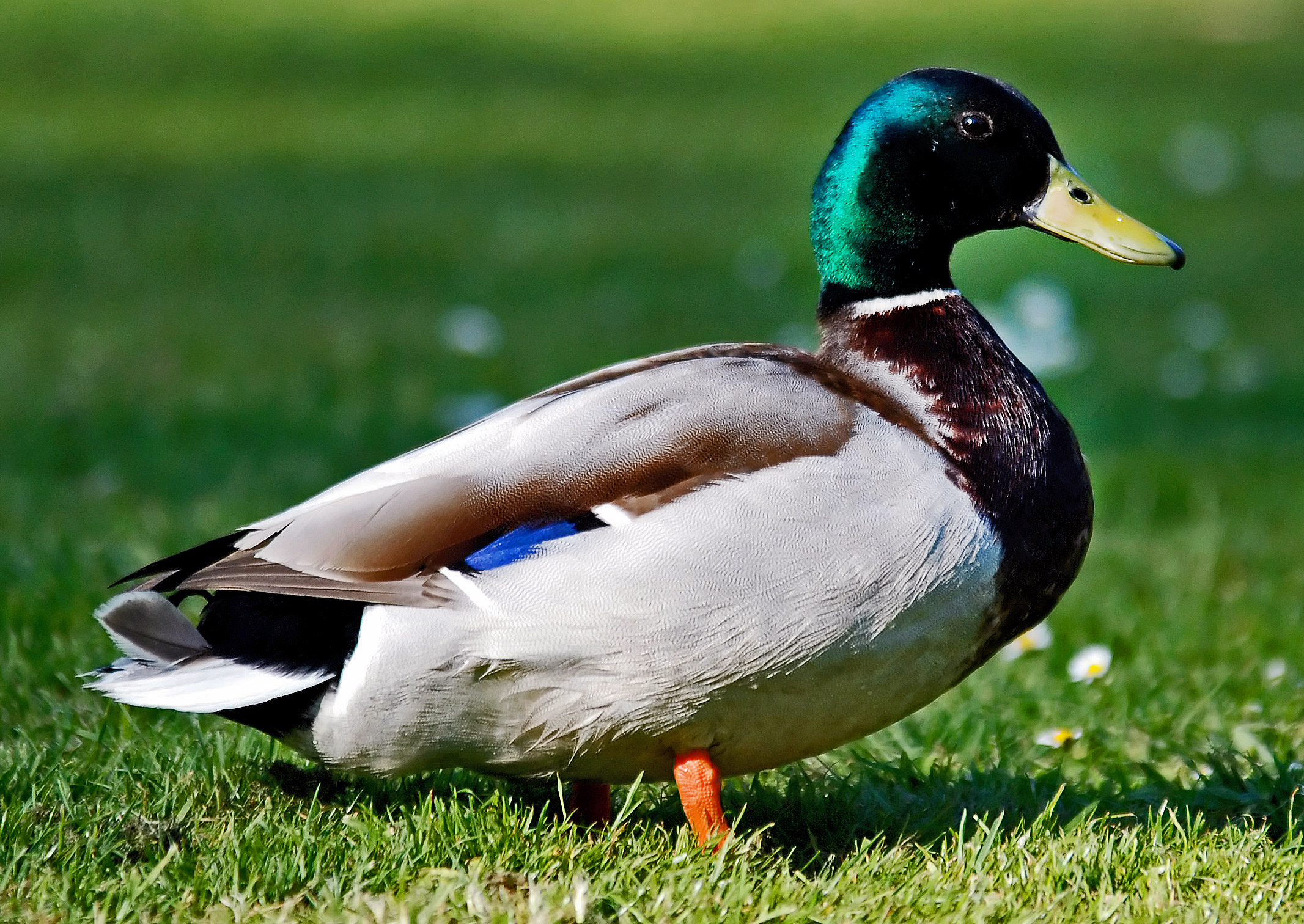
Ànec coll-verd

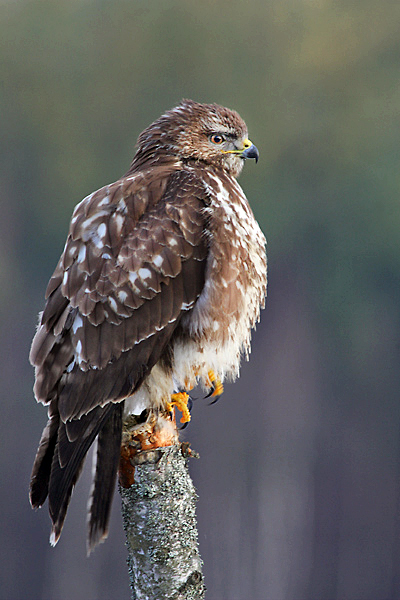
Aligot comú

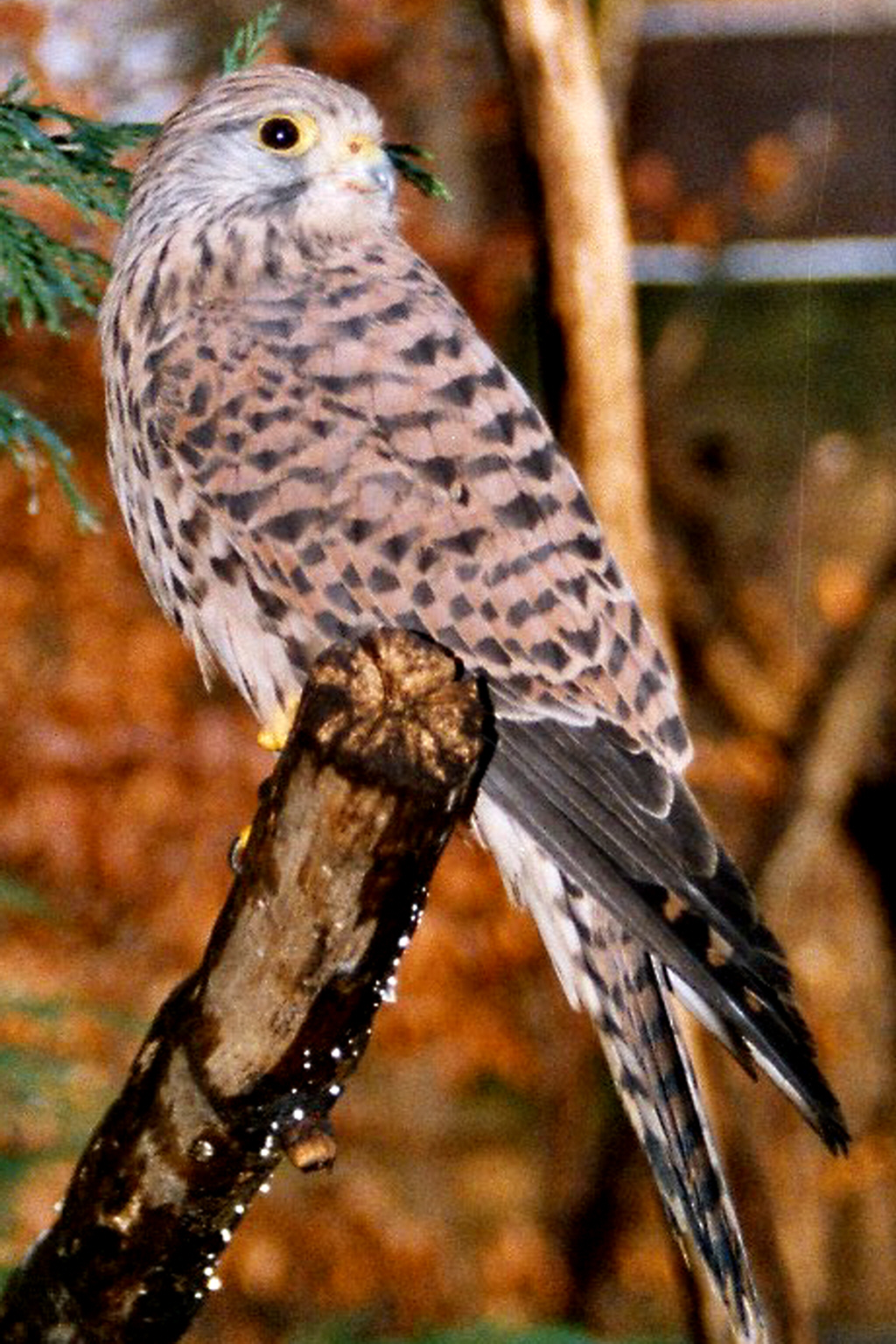
Xoriguer comú

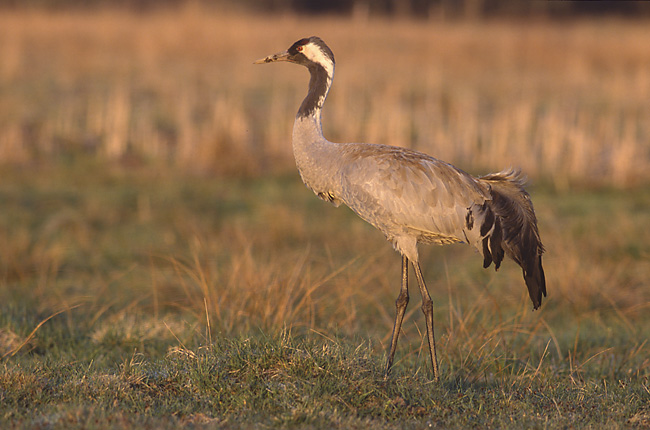
Grua

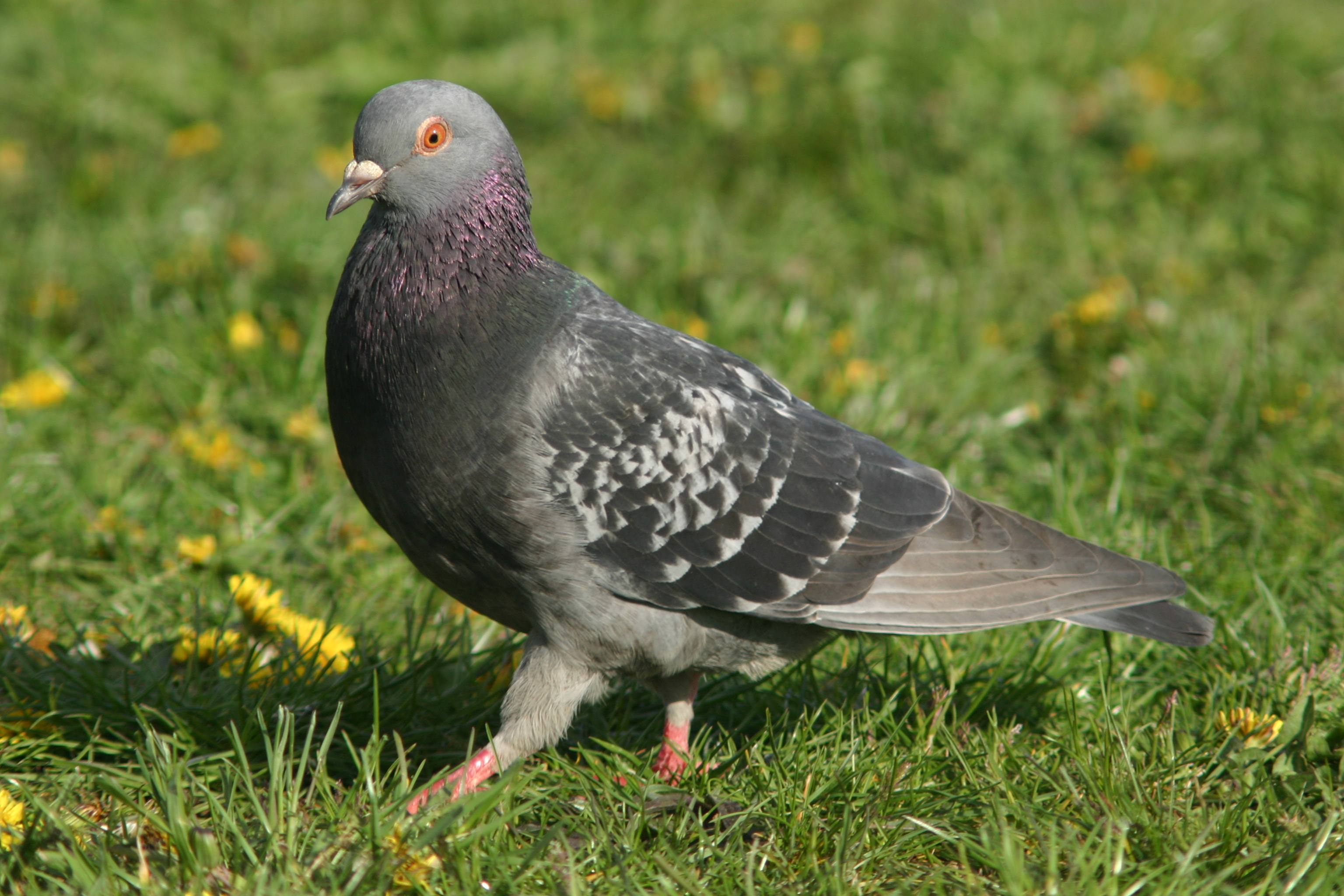
Colom roquer

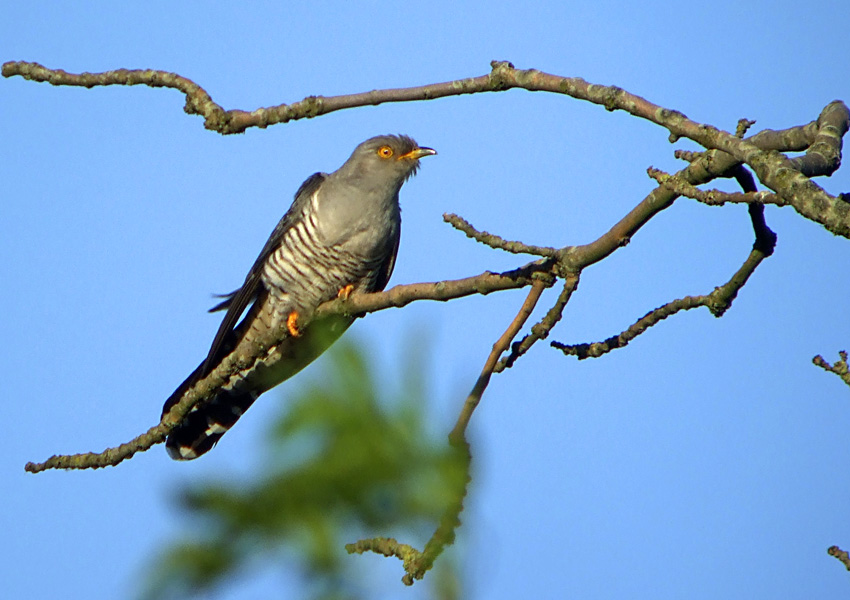
Cucut

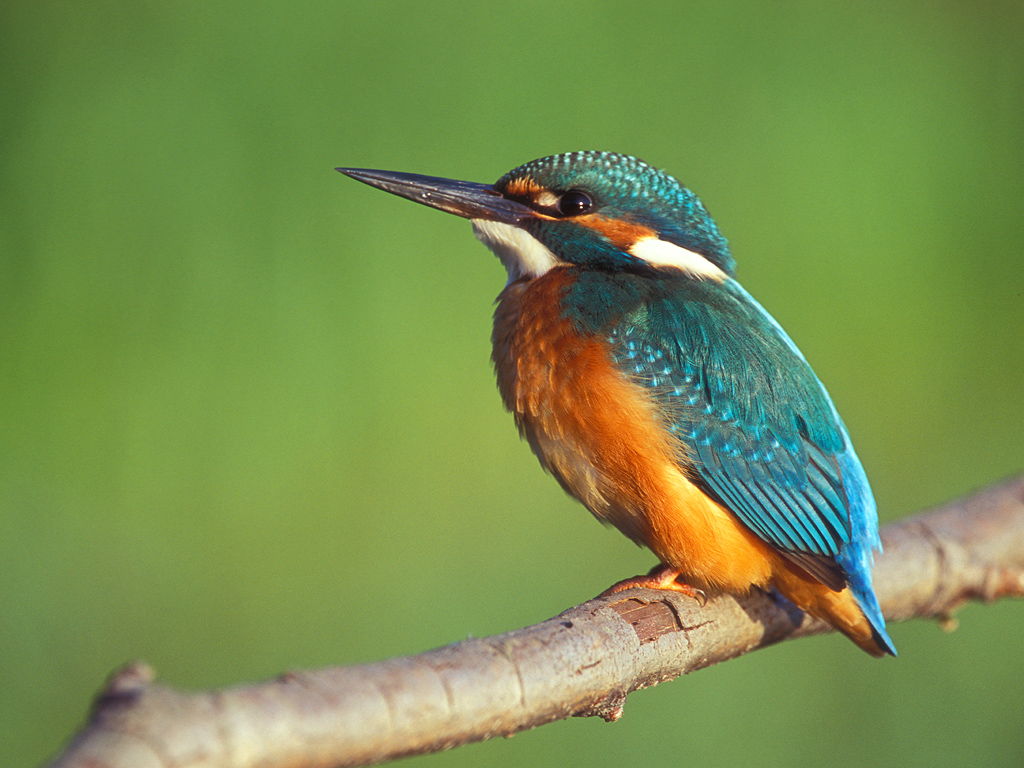
Blauet

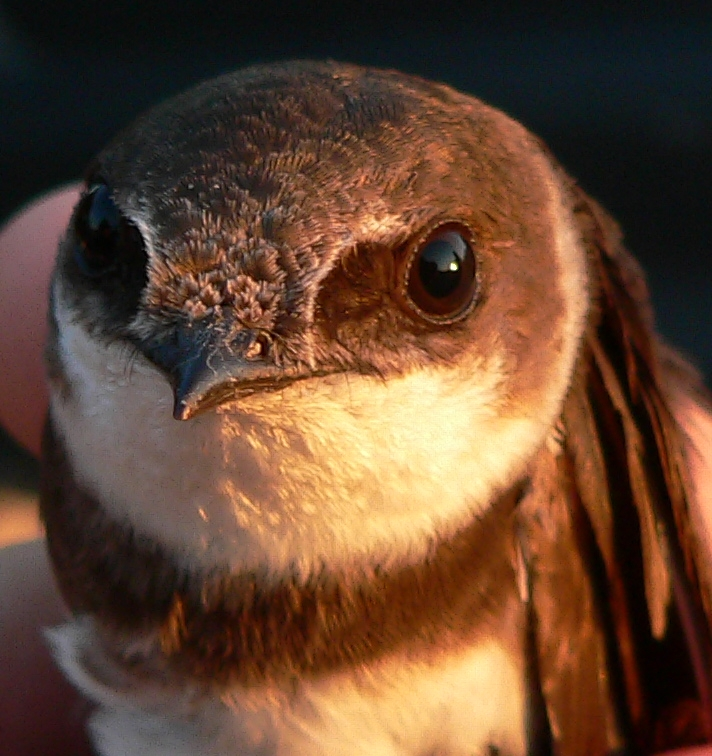
Oreneta de ribera

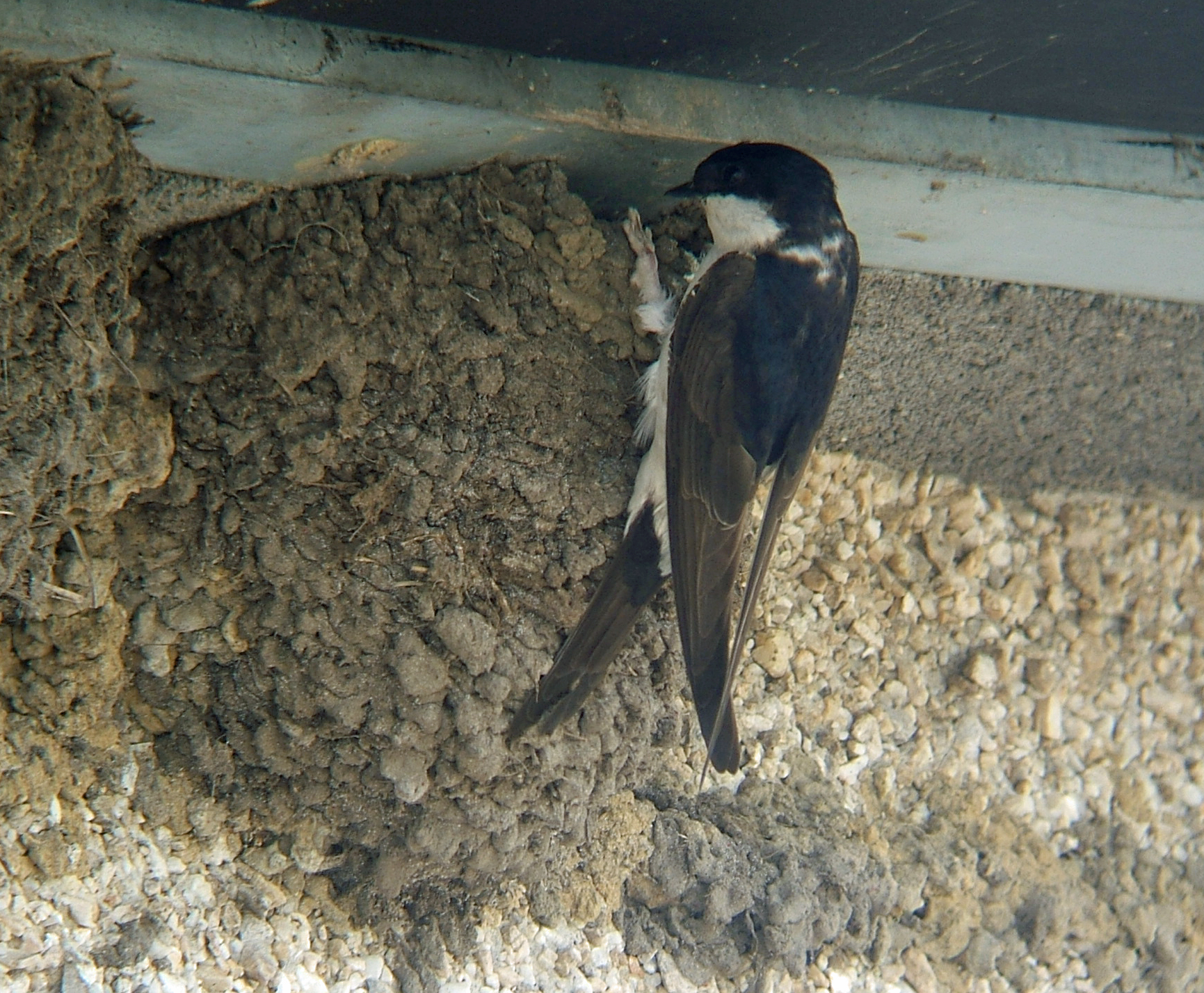
Oreneta cuablanca

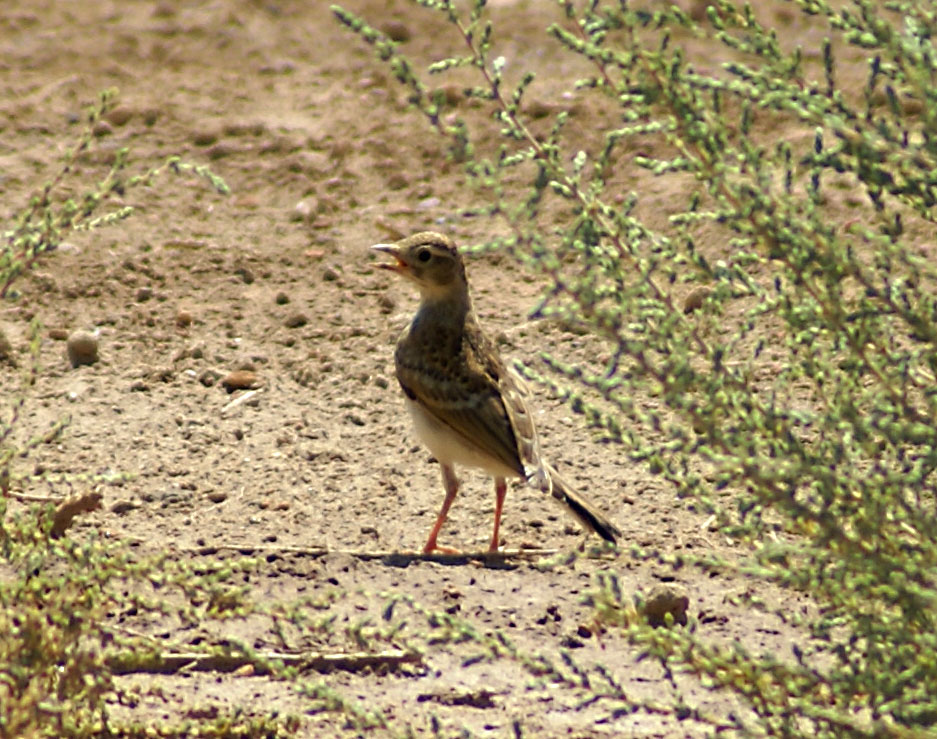
Trobat (ocell)

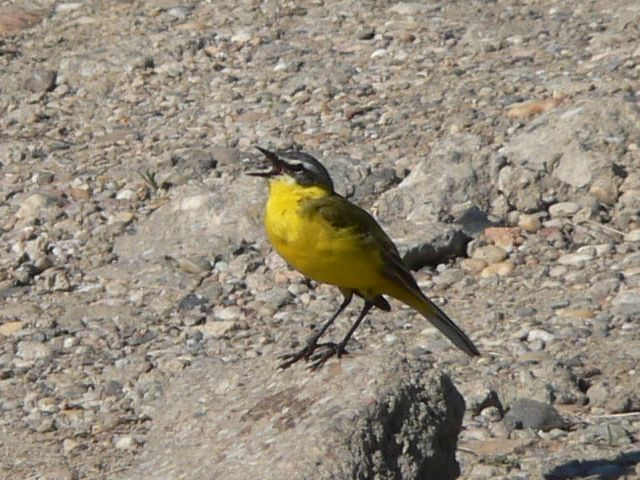
Cuereta groga

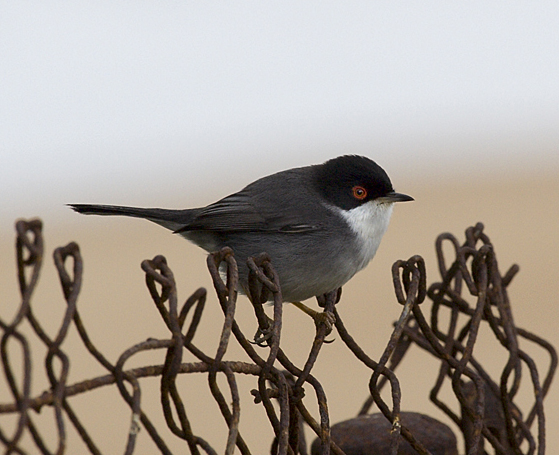
Tallarol capnegre

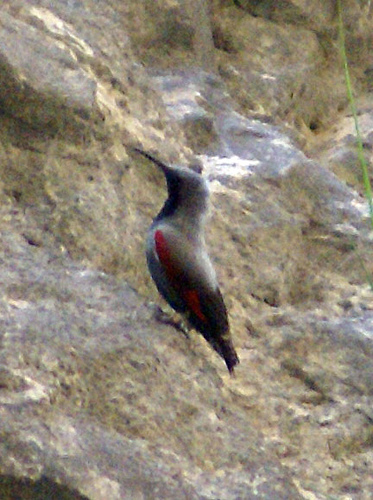
Pela-roques

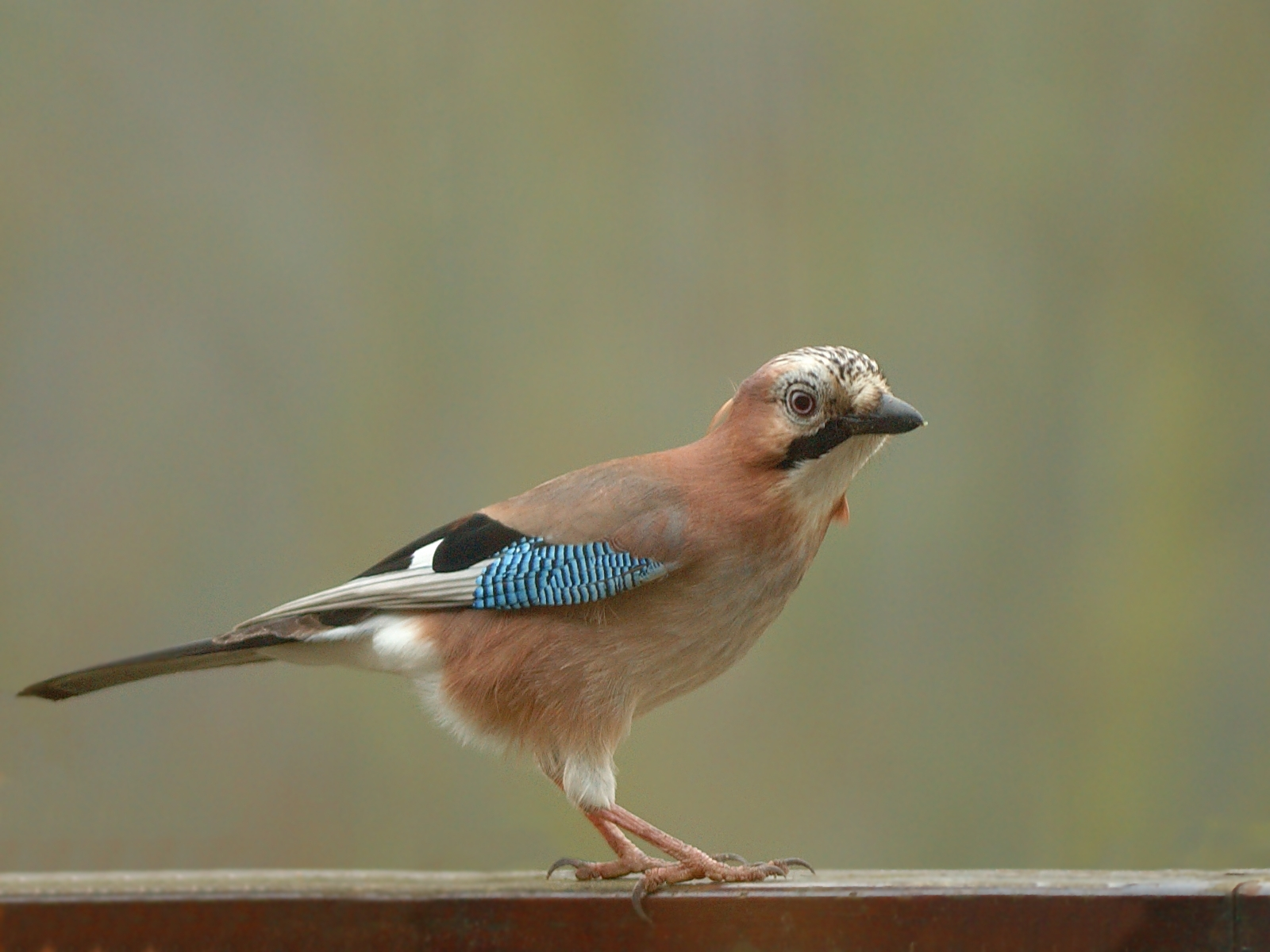
Gaig

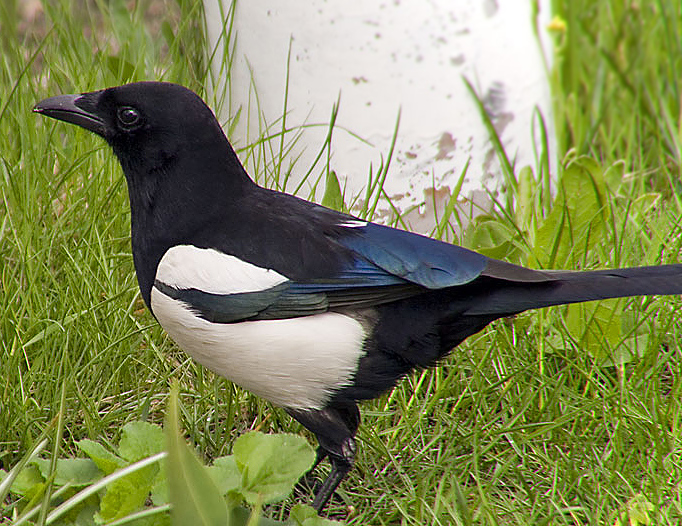
Garsa

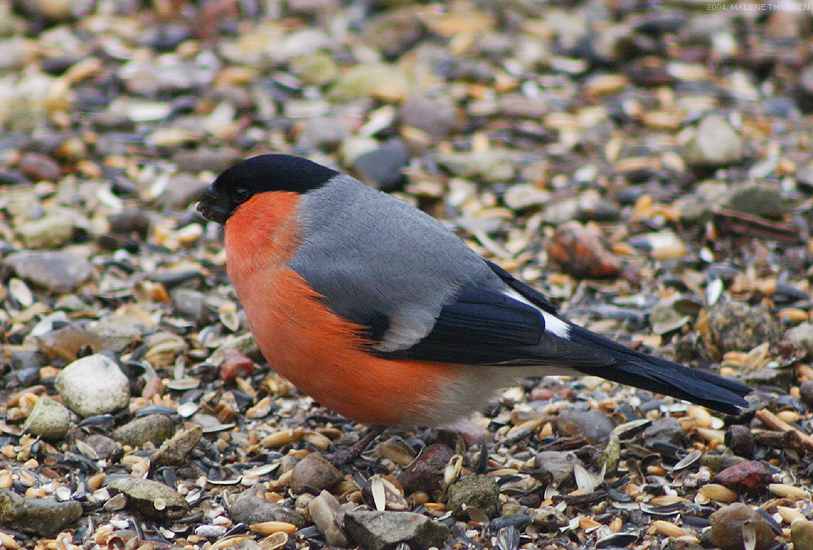
Pinsà borroner

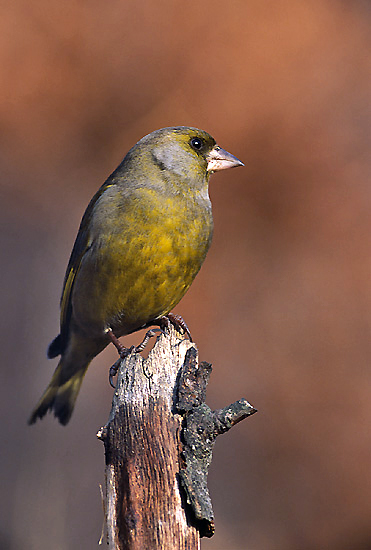
Verderol

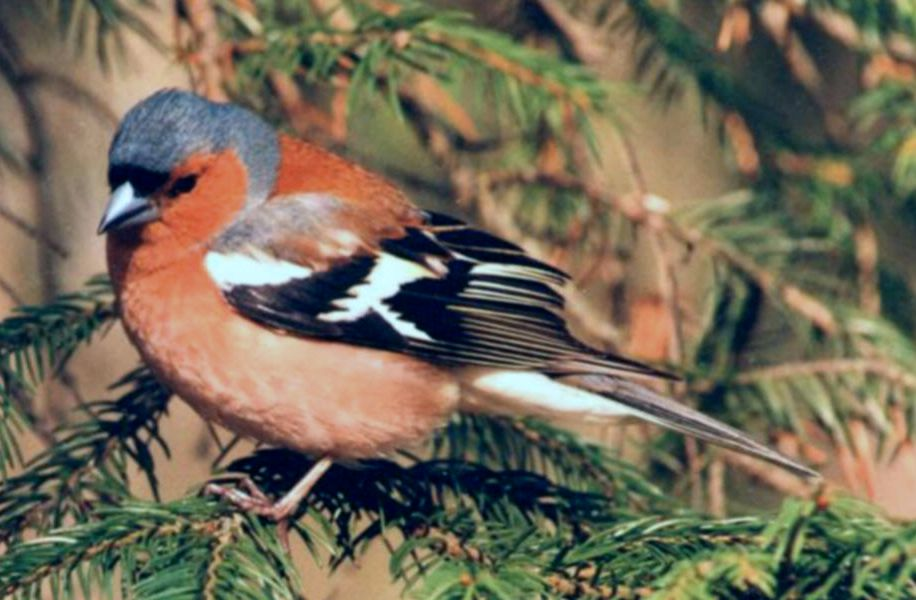
Pinsà comú

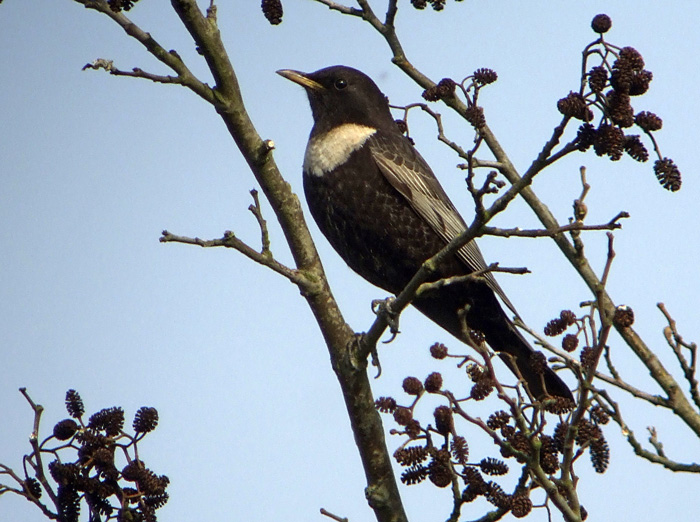
Merla de pit blanc

Aquesta llista d'ocells d'Andorra inclou totes les espècies d'ocells trobats a Andorra: 161, de les quals una ha estat introduïda pels humans i 9 són rares o de presència accidental. Els ocells s'ordenen per ordre i família.

## Anseriformes

### Anatidae
- Xarxet (Anas crecca)
- Ànec coll-verd (Anas platyrhynchos)
- Ànec cullerot (Anas clypeata)

## Galliformes

### Tetraonidae
- Perdiu blanca (Lagopus muta)
- Gall de bosc (Tetrao urogallus)

### Phasianidae
- Perdiu roja (Alectoris rufa)
- Perdiu xerra (Perdix perdix)
- Guatlla (Coturnix coturnix)
- Faisà (Phasianus colchicus)

## Podicipediformes

### Podicipedidae
- Cabussó collnegre (Podiceps nigricollis)

## Pelecaniformes

### Phalacrocoracidae
- Corb marí gros (Phalacrocorax carbo)

## Ciconiiformes

### Ciconiidae
- Cigonya blanca (Ciconia ciconia)

### Ardeidae
- Bernat pescaire (Ardea cinerea)

## Falconiformes

### Accipitridae
- Aligot vesper (Pernis apivorus)
- Milà reial (Milvus milvus)
- Milà negre (Milvus migrans)
- Trencalòs (Gypaetus barbatus)
- Aufrany (Neophron percnopterus)
- Voltor comú (Gyps fulvus)
- Àguila marcenca (Circaetus gallicus)
- Arpella vulgar (Circus aeruginosus)
- Esparver cendrós (Circus pygargus)
- Esparver vulgar (Accipiter nisus)
- Astor (Accipiter gentilis)
- Aligot comú (Buteo buteo)
- Àguila daurada (Aquila chrysaetos)
- Àguila calçada (Hieraaetus pennatus)

### Pandionidae
- Àguila pescadora (Pandion haliaetus)

### Falconidae
- Xoriguer comú (Falco tinnunculus)
- Esmerla (Falco columbarius)
- Falcó mostatxut (Falco subbuteo)
- Falcó pelegrí (Falco peregrinus)

## Gruiformes

### Gruidae
- Grua (Grus grus)

## Charadriiformes

### Charadriidae
- Fredeluga (Vanellus vanellus)
- Corriol pit-roig (Charadrius morinellus)

### Scolopacidae
- Becada (Scolopax rusticola)
- Xivitona (Actitis hypoleucos)

### Laridae
- Gavià argentat (Larus michahellis)

## Columbiformes

### Columbidae
- Colom roquer (Columba livia)
- Xixella (Columba oenas)
- Tudó (Columba palumbus)
- Tórtora (Streptopelia turtur)
- Tórtora turca (Streptopelia decaocto)

## Cuculiformes

### Cuculidae
- Cucut (Cuculus canorus )

## Strigiformes

### Tytonidae
- Òliba (Tyto alba)

### Strigidae
- Xot (Otus scops)
- Duc (Bubo bubo)
- Gamarús (Strix aluco)
- Mussol comú (Athene noctua)
- Mussol pirinenc (Aegolius funereus)
- Mussol banyut (Asio otus)
- Mussol emigrant (Asio flammeus)

## Caprimulgiformes

### Caprimulgidae
- Enganyapastors (Caprimulgus europaeus)

## Apodiformes

### Apodidae
- Ballester (Apus melba)
- Falciot negre (Apus apus)
- Falciot pàl·lid (Apus pallidus)

## Coraciiformes

### Alcedinidae
- Blauet (Alcedo atthis)

### Meropidae
- Abellerol (Merops apiaster)

### Coraciidae
- Gaig blau (Coracias garrulus)

### Upupidae
- Puput (Upupa epops)

## Piciformes

### Picidae
- Colltort (Jynx torquilla)
- Picot garser petit (Dendrocopos minor)
- Picot garser gros (Dendrocopos major)
- Picot negre (Dryocopus martius)
- Picot verd (Picus viridis )

## Passeriformes

### Alaudidae
- Cogullada vulgar (Galerida cristata)
- Cogullada fosca (Galerida theklae)
- Alosa vulgar (Alauda arvensis)
- Cotoliu (Lullula arborea)

### Hirundinidae
- Oreneta de ribera (Riparia riparia)
- Oreneta vulgar (Hirundo rustica)
- Roquerol (Ptyonoprogne rupestris)
- Oreneta cuablanca (Delichon urbicum)

### Motacillidae
- Trobat (Anthus campestris)
- Titella (Anthus pratensis)
- Piula dels arbres (Anthus trivialis)
- Grasset de muntanya (Anthus spinoletta)
- Cuereta blanca (Motacilla alba)
- Cuereta groga (Motacilla flava)
- Cuereta torrentera (Motacilla cinerea)

### Cinclidae
- Aigüerola (Cinclus cinclus)

### Troglodytidae
- Cargolet (Troglodytes troglodytes)

### Prunellidae
- Cercavores (Prunella collaris)
- Pardal de bardissa (Prunella modularis)

### Turdidae
- Pit-roig (Erithacus rubecula)
- Rossinyol (Luscinia megarhynchos)
- Cotxa fumada (Phoenicurus ochruros)
- Cotxa cua-roja (Phoenicurus phoenicurus)
- Bitxac rogenc (Saxicola rubetra)
- Bitxac comú (Saxicola rubicola)
- Còlit gris (Oenanthe oenanthe)
- Còlit ros (Oenanthe hispanica)
- Merla roquera (Monticola saxatilis)
- Merla blava (Monticola solitarius)
- Merla de pit blanc (Turdus torquatus)
- Merla (Turdus merula)
- Griva cerdana (Turdus pilaris)
- Tord ala-roig (Turdus iliacus)
- Tord comú (Turdus philomelos)
- Griva (Turdus viscivorus)

### Sylviidae
- Boscarla de canyar (Acrocephalus scirpaceus)
- Bosqueta vulgar (Hippolais polyglotta)
- Mosquiter de passa (Phylloscopus trochilus)
- Mosquiter comú (Phylloscopus collybita)
- Mosquiter pàl·lid (Phylloscopus bonelli)
- Mosquiter xiulaire (Phylloscopus sibilatrix)
- Tallarol de casquet (Sylvia atricapilla)
- Tallarol gros (Sylvia borin)
- Tallarol emmascarat (Sylvia hortensis)
- Tallareta vulgar (Sylvia communis)
- Tallareta cuallarga (Sylvia undata)
- Tallarol de garriga (Sylvia cantillans)
- Tallarol capnegre (Sylvia melanocephala)
- Reietó (Regulus regulus)
- Bruel (Regulus ignicapilla)

### Muscicapidae
- Papamosques gris (Muscicapa striata)
- Mastegatatxes (Ficedula hypoleuca)

### Aegithalidae
- Mallerenga cuallarga (Aegithalos caudatus)

### Paridae
- Mallerenga d'aigua (Parus palustris)
- Mallerenga petita (Parus ater)
- Mallerenga emplomallada (Parus cristatus)
- Mallerenga carbonera (Parus major)
- Mallerenga blava (Parus caeruleus)

### Sittidae
- Pica-soques blau (Sitta europaea)

### Tichodromidae
- Pela-roques (Tichodroma muraria)

### Certhiidae
- Raspinell pirinenc (Certhia familiaris)
- Raspinell comú (Certhia brachydactyla)

### Oriolidae
- Oriol (Oriolus oriolus)

### Laniidae
- Escorxador (Lanius collurio)
- Botxí septentrional (Lanius excubitor)
- Botxí meridional (Lanius meridionalis)
- Capsigrany (Lanius senator)

### Corvidae
- Gaig (Garrulus glandarius)
- Garsa (Pica pica)
- Gralla de bec vermell (Pyrrhocorax pyrrhocorax)
- Gralla de bec groc (Pyrrhocorax graculus)
- Gralla (Corvus monedula)
- Graula (Corvus frugilegus)
- Cornella negra (Corvus corone)
- Corb (Corvus corax)

### Sturnidae
- Estornell vulgar (Sturnus vulgaris)

### Passeridae
- Pardal comú (Passer domesticus)
- Pardal xarrec (Passer montanus)
- Pardal roquer (Petronia petronia)
- Pardal d'ala blanca (Montifringilla nivalis)

### Fringillidae
- Pinsà comú (Fringilla coelebs)
- Pinsà mec (Fringilla montifringilla)
- Trencapinyes (Loxia curvirostra)
- Verdum (Carduelis chloris)
- Lluer (Carduelis spinus )
- Cadernera (Carduelis carduelis)
- Passerell comú (Carduelis cannabina)
- Gafarró (Serinus serinus)
- Llucareta (Serinus citrinella)
- Pinsà borroner (Pyrrhula pyrrhula)
- Durbec (Coccothraustes coccothraustes)

### Emberizidae
- Verderola (Emberiza citrinella )
- Gratapalles (Emberiza cirlus)
- Sit negre (Emberiza cia)
- Hortolà (Emberiza hortulana)
- Cruixidell (Emberiza calandra)[1]